# Wonho
Lee Ho-seok (hangul: 이호석, nascido em 1 de março de 1993), mais conhecido por seu nome artístico Wonho (hangul: 원호, estilizado como WONHO), é um cantor, compositor, produtor musical e modelo sul-coreano da Highline Entertainment. Ele é um ex-membro do grupo masculino sul-coreano Monsta X, que estreou pela Starship Entertainment em 2015 através do programa de sobrevivência da Mnet, No.Mercy. Também é popularmente conhecido por seu porte físico, sendo admirado por outros artistas sul-coreanos.

## Início da vida
Wonho nasceu em Sanbon-dong, Gunpo na Coreia do Sul, em 1 de março de 1992, onde cresceu com seus pais e irmão mais novo. Quando era jovem treinava Taekwondo e sonhava se tornar um atleta, mas depois de um ferimento desistiu da ideia. Antes de fazer estreia como membro do grupo masculino Monsta X, Wonho era conhecido como um ulzzang sob o nome de Shin Ho-seok. Ele apareceu na terceira temporada do programa de televisão Ulzzang Shidae, exibido entre 2009 e 2011.
Quando jovem, viu uma apresentação do cantor sul-coreano Rain, o que acabou se tornando sua influência e então começou a se interessar por música. Em 2012 se mudou para Seul e começou a treinar na Starship Entertainment.

## Carreira

### 2015–2019: NuBoyz,No.Mercye Monsta X
Antes de sua estreia oficial, Wonho fazia parte de um projeto chamado NuBoyz (junto com #Gun, Shownu e Joohoney) formado pela Starship Entertainment em agosto de 2014. O quarteto lançou várias faixas para o canal de sua empresa no YouTube e foi atração de abertura do show da Starship X em 5 de dezembro de 2014.
No final de dezembro de 2014, Starship Entertainment e Mnet lançaram um programa de competição chamado No.Mercy e Wonho foi selecionado junto com seis outros participantes (incluindo Shownu e Joohoney, ex-membros da NuBoyz) como um membro do novo grupo masculino da Starship Entertainment. Wonho estreou no Monsta X, um grupo masculino de hip-hop, com o lançamento de sua primeira extended play, Trespass, em 14 de maio de 2015. Wonho ocupava a posição de vocalista e dançarino principal, e em meados de 2017 ele começou a participar regularmente da composição, produção e arranjamento das músicas do grupo.
Em 31 de outubro de 2019, a Starship Entertainment anunciou a saída de Wonho do Monsta X após alegações em torno dele, depois que falsos rumores sobre o uso ilegal de maconha quando ele era mais jovem apareceram nas redes sociais entre outras coisas. A equipe de investigação de narcóticos da Agência de Polícia Metropolitana de Seul lançou um inquérito sobre as alegações e em 14 de março de 2020 a Starship Entertainment divulgou um comunicado oficial anunciando que a investigação havia sido concluída; Wonho foi inocentado de todas as acusações e rumores falsos.

### 2020–2021: Início da carreira solo,Love Synonym,Blue Letter
Wonho assinou com a Highline Entertainment, uma subsidiária da Starship Entertainment, como artista solo em 10 de abril de 2020. A agência anunciou que ele estaria se promovendo como artista solo e produtor no futuro. Em 6 de maio, a Maverick revelou por meio de uma postagem no Twitter que havia assinado um acordo de gerenciamento com Wonho para suas atividades internacionais.
Em 9 de agosto, Wonho anunciou o lançamento da primeira parte do seu primeiro extended play em carreira solo, Love Synonym #1: Right for Me, para 4 de setembro. Em 14 de agosto, Wonho lançou o single promocional em inglês "Losing You", junto com seu videoclipe. A faixa ganhou elogios por mostrar a musicalidade de Wonho, incluindo seus vocais, participação na composição e produção da canção. O lançamento alcançou o topo das paradas de K-Pop no iTunes em 16 países. O álbum foi muito bem recebido pelo público e crítica e teve mais de 140 mil cópias vendidas, alcançando o primeiro lugar no Gaon Chart na Coreia e nono na Parada de Álbuns Mundiais da Billboard. No mesmo dia lançado a música principal do seu álbum, "Open Mind", que alcançou quarto lugar na Parada de Músicas Digitais Mundiais da Billboard.

## Modelagem
Desde 2018, Wonho também iniciou sua carreira como modelo, participando de diversas sessões de fotos para revistas, além de parcerias com marcas e divulgando campanhas em revistas de moda. Em janeiro de 2018, Wonho fez uma sessão de fotos junto com Shownu do Monsta X como parte de uma campanha de Nylon chamada "Sonhos se Tornam Realidade". Sua roupa apresentava moda urbana confortável de várias marcas de designers. Em junho, Wonho fez parte da sessão de fotos da Céci Korea com o tema "Preto e Branco: Beleza Masculina". Nesta edição, ele modelou com o companheiro do grupo, Minhyuk, onde pretendiam mesclar seu lado masculino com um guarda-roupa aconchegante. Em agosto, Wonho novamente ao lado de Shownu, foi modelo de verão da revista GQ que visava mostrar o físico masculino. Em outubro, ele participou da colaboração da Dazed, uma revista de moda, e Under Armour, uma marca de roupas e equipamentos esportivos. Essa colaboração teve como objetivo promover um estilo de vida ativo e saudável. Em dezembro, ele foi capa da revista Maps, ao lado de Minhyuk. O conceito era "nostalgia" e apresentava um estilo e fotografia contemporâneos.
Em março de 2019, Wonho foi apresentado ao lado de seu colega de grupo Hyungwon na revista Grazia, com uma sessão de foto focada em roupas formais elegantes e sofisticadas. Em agosto, Wonho ao lado de Shownu fizeram parte de um projeto de colaboração de Tom Ford com Elle, na promoção da mais recente linha de perfumes de Tom Ford. Em setembro, Wonho foi destaque novamente na revista Dazed, com o conceito de "Reino do Mistério", com o objetivo de mostrar sua dualidade dentro e fora do palco. Em novembro, Wonho foi destaque na campanha da Elle, “Elle Desafia o Corpo”, projeto para mostrar e promover um estilo de vida saudável. Também contou com uma entrevista em que ele fala sobre hábitos saudáveis e enfatiza a importância da prática de exercícios. Por último, incluiu um tutorial no qual Wonho dá dicas sobre a forma adequada e exercícios recomendados.

## Controvérsias

### Alegações sobre uso de maconha, tempo em reformatório juvenil e dívida
"Houve um tempo em que eu era imaturo e cometia grandes e pequenos erros, mas depois de me tornar trainee e de fazer minha estreia, continuei na linha e trabalhei muito para não ter vergonha de mim mesmo. [...] Peço desculpas por causar danos aos membros devido a problemas infelizes relacionados a mim. Mais do que tudo, sinto muito por decepcionar meus fãs que acreditaram em mim."

— Wonho em uma carta aberta para os fãs anunciando sua saída do Monsta X. 
Em outubro de 2019, Wonho sofreu uma série de acusações pela internet. A ulzzang e antiga colega de Wonho, Jung Da Eun, afirmou em sua rede social que ele lhe devia dinheiro pelo tempo que alugaram um apartamento em Yeoksam-dong. Logo em seguida, Han Seo Hee, então namorada de Jung Da Eum e antiga trainee de K-Pop, também usou suas redes sociais para insinuar que ele teria passado um tempo em um reformatório juvenil e ter dirigido sem licença. A Starship Entertainment alegou que as acusações eram falsas, mas Wonho decidiu deixar o grupo masculino Monsta X, no qual ele era membro há mais de quatro anos, para não prejudicar a imagem deles. Após a saída de Wonho do grupo, a revista de tabloide Dispatch divulgou sua entrevista com Jung Da Eun, onde ela repete as acusações de débito e também o acusa de uso de maconha quando era mais jovem. A prática é ilegal na Coreia do Sul e, por isso, ele entrou em investigação pela equipe de narcóticos da Agência de Polícia Metropolitana de Seul. Logo depois a Starship Entertainment anunciou sua rescisão contratual.

#### Inocência
Em 13 de março de 2020, a Starship Entertainment anunciou que a Agência de Polícia Metropolitana de Seul determinou que Wonho era inocente de todas as acusações. Em sua declaração foi dito que "Wonho cooperou plenamente em todas as etapas da investigação, inclusive nos exames científicos realizados pelo órgão de investigação. A equipe realizou uma ampla investigação nos últimos cinco meses, mas não encontrou nenhuma atividade suspeita, e o caso em torno de Wonho foi encerrado em 10 de março."
No dia 16 de março, Dispatch divulgou uma entrevista que havia feito com Wonho dias antes dele ser inocentado: "Eu não fumei maconha. A investigação está em andamento. Quando minha inocência for provada, por favor, conte minha história". Ele também falou um pouco sobre a sua infância e adolescência: "Nem todo mundo que cresce em um ambiente como o meu acaba no caminho errado. Quando estava em período probatório, fiz muita autorreflexão". E por fim se desculpou com seus antigos colegas do Monsta X: "Trabalhamos muito duro no novo álbum. Odiava pensar que Monsta X cairia por minha causa. Achei que a única maneira do grupo sobreviver seria se eu fosse embora o mais rápido possível. Eu queria minimizar os danos o máximo que pudesse".

## Discografia

### Extended plays
| Título       | Detalhes | Melhores posições nas paradas | Melhores posições nas paradas | Melhores posições nas paradas | Melhores posições nas paradas | Vendas                |
| Título       | Detalhes | COR                           | JAP                           | EUA                           | RU                            | Vendas                |
| ------------ | --- | ----------------------------- | ----------------------------- | ----------------------------- | ----------------------------- | --------------------- |
| Love Synonym | - Love Synonym #1: Right for Me - Lançamento: 4 de setembro de 2020 - Gravadora: Highline Entertainment - Formatos: CD, download digital, streaming   | 1                             | 8                             | 9                             | 31                            | - : 146,068 - : 5,363 |
| Love Synonym | - Love Synonym #2: Right for Us - Lançamento: 26 de fevereiro de 2021 - Gravadora: Highline Entertainment - Formatos: CD, download digital, streaming | 2                             | 27                            | —                             | 62                            | - : 105,084 - : 2,275 |
| Blue Letter  | - Lançamento: 14 de setembro de 2021 - Label: Highline Entertainment - Formats: CD, download digital, streaming                                       | A ser lançado                 | A ser lançado                 | A ser lançado                 | A ser lançado                 | A ser lançado         |

### Singles

#### Como artista principal
| Título                 | Ano     | Melhores posições nas paradas | Melhores posições nas paradas | Melhores posições nas paradas | Álbum         |
| Título                 | Ano     | COR                           | EUA                           | JAP                           | Álbum         |
| Coreano                | Coreano | Coreano                       | Coreano                       | Coreano                       | Coreano       |
| ---------------------- | ------- | ----------------------------- | ----------------------------- | ----------------------------- | ------------- |
| "Open Mind"            | 2020    | —                             | 4                             | —                             | Love Synonym  |
| "Lose"                 | 2021    | —                             | 5                             | —                             | Love Synonym  |
| Japonês                |         |                               |                               |                               |               |
| "On the Way~ Embrace~" | 2021    | A ser lançado                 | A ser lançado                 | A ser lançado                 | A ser lançado |

#### Como artista convidado
| Título                                                                | Ano  | Álbum                         |
| --------------------------------------------------------------------- | ---- | ----------------------------- |
| "0 (Young)" (GIRIBOY, Mad Clown e Jooyoung com participação de Wonho) | 2015 | Não adicionado à nenhum álbum |

#### Singlespromocionais
| Título            | Ano  | Melhores posições nas paradas | Álbum        |
| Título            | Ano  | EUA                           | Álbum        |
| ----------------- | ---- | ----------------------------- | ------------ |
| "Losing You"      | 2020 | —                             | Love Synonym |
| "Ain't About You" | 2021 | 18                            | Love Synonym |

### Créditos de composição
| Título                                            | Ano  | Artista  | Álbum                         |
| ------------------------------------------------- | ---- | -------- | ----------------------------- |
| "Steal Your Heart"                                | 2015 | Monsta X | Trespass                      |
| "Oi"                                              | 2017 | Monsta X | The Clan Part. 2.5 Beautiful  |
| "5:14 (Last Page)"                                | 2017 | Monsta X | The Clan Part. 2.5 Beautiful  |
| 'I'll Be There'                                   | 2017 | Monsta X | The Clan Part. 2.5 Beautiful  |
| "From Zero"                                       | 2017 | Monsta X | The Code                      |
| "If Only"                                         | 2018 | Monsta X | The Connect: Dejavu           |
| "Heart Attack"                                    | 2018 | Monsta X | Take.1 Are You There?         |
| "I Do Love U" (널하다)                            | 2018 | Monsta X | Take.1 Are You There?         |
| "Spotlight" (Korean Ver.)                         | 2018 | Monsta X | Take.1 Are You There?         |
| "No Reason"                                       | 2019 | Monsta X | Take.2 We Are Here            |
| "Who Do U Love?" (participação do French Montana) | 2019 | Monsta X | All About Luv                 |
| "Middle of the Night"                             | 2019 | Monsta X | All About Luv                 |
| "Breathe For You"                                 | 2019 | Monsta X | Não adicionado à nenhum álbum |
| "Mirror"                                          | 2019 | Monsta X | Follow: Find You              |

## Filmografia
| Ano  | Título          | Papel     | Rede           | Notas                   |
| ---- | --------------- | --------- | -------------- | ----------------------- |
| 2015 | The Producers   | Ele mesmo | KBS2           | Participação especial   |
| 2015 | High-end Crush  | Ele mesmo | MBN            | Participação recorrente |
| 2016 | Hello Mr. Right | Ele mesmo | iQiyi          | Participação especial   |
| 2017 | Hit the Top     | Ele mesmo | KBS2           | Participação especial   |
| 2019 | We Bare Bears   | Ele mesmo | Carton Network | Participação especial   |

| Ano  | Título                           | Rede      | Notas                                            |
| ---- | -------------------------------- | --------- | ------------------------------------------------ |
| 2011 | Ulzzang Generation               | Comedy TV | Participação recorrente                          |
| 2011 | Weekly Idol                      | MBC       | Episódio 200, 201, 216, 297, 348, 380, 395 e 431 |
| 2019 | Show! Audio Jockey               | tvN       | Episódio 1                                       |
| 2019 | Section TV Entertainment Reports | MBC       | Episódio 957                                     |
| 2019 | TMI News                         | Mnet      | Episódio 20                                      |

| Ano  | Título                | Rede       | Notas                                               |
| ---- | --------------------- | ---------- | --------------------------------------------------- |
| 2018 | When You Call My Name | Viki       | Documentário                                        |
| 2019 | Yum-Yum Yum-Yum       | M2         | Episódio 7, 12, 13 e 15                             |
| 2020 | Drunk Talk            | JTBC Plus  | Episódios de 23, 26, 30 de novembro e 3 de dezembro |
| 2021 | K-Pop Rush On You     | Hello Live | Episódio de 27 de junho                             |

| Título                 | Ano                    | Outro(s) artista(s)    | Diretor(es)            |
| Como artista principal | Como artista principal | Como artista principal | Como artista principal |
| ---------------------- | ---------------------- | ---------------------- | ---------------------- |
| "Losing You"           | 2020                   | —                      | Choi Young Ji          |
| "Open Mind"            | 2020                   | —                      | Tankboy                |
| "Lose"                 | 2021                   | —                      | Tankboy                |
| "Ain't About You"      | 2021                   | Kiiara                 | Choi Youngji           |
| Aparições Especiais    |                        |                        |                        |
| "Shake It"             | 2015                   | Sistar                 | Joo Hee-sun            |

## Prêmios e indicações
| Ano  | Premiação          | Categoria    | Recipiente                    | Resultado |
| ---- | ------------------ | ------------ | ----------------------------- | --------- |
| 2021 | Golden Disc Awards | Disc Bonsang | Love Synonym #1: Right for Me | Indicado  |